# Compresorul și vioara
Compresorul și vioara - film de scurt metraj. Film de absolvire a facultății semnat de Andrei Tarkovski.

## Detalii tehnice
- Durata: 46 min.
- Anul producerii: 1960.
- Color.
- Scenariul: Andrei Mihalkov-Koncealovski și Andrei Tarkovski.
- Imaginea: Vadim Iusov.
- Decorurile: S. Agoian.
- Muzica: Viaceslav Ovcirmikov.
- Dirijor: E. Haciaturian.
- Montajul: I. Butuzova.
- Cu: Igor Fomcenko (Sașa), V. Zamanski (Serghei), Nina Arhanghelskaia (fata), Marina Adjubei (mama).
- Producător: V.G.I.K.

## Sinopsis
Pe fundalul unei Moscove în febra reconstrucției urbanistice, filmul prezintă povestea prieteniei de o zi dintre un băiat care învață să cânte la vioară și un tânăr muncitor, Serghei, care asfaltează curtea blocului acestuia. Micul muzician, nevoit să suporte batjocurile zilnice ale derbedeilor de cartier, își găsește un protector în persoana lui Serghei, care îl atrage la fel de mult ca și compresorul roșu pe care îl conduce. Spre satisfacția puștiului, acesta îl invită la bordul agregatului său și cei doi se împrietenesc. Orele petrecute împreună stârnesc gelozia tinerei de la bordul compresorului vecin (unul galben), care încearcă să flirteze cu colegul ei. Cei doi mănâncă împreună, băiatul învață să prețuiască adevărata valoare a pâinii (anii războiului și ai strictei raționalizări sunt încă proaspeți în memoria tânărului), iar acesta din urmă află efortul ascuns în spatele interpretării corecte a unei partituri. La despărțire, prietenii își dau întâlnire să meargă la cinema, ca să vadă legendarul film Ceapaev. Însă prietenia lor este întreruptă brutal de mama băiatului, care pur și simplu îl încuie în casă. Dezamăgit, Serghei pleacă la film cu colega sa de serviciu. Suferințele micului violonist sunt compensate de vis, în care se vede alergând, în cămașă roșie, după compresorul roșu condus de prietenul său.
1. 1 2   http://www.imdb.com/title/tt0053987/, accesat în 1 iulie 2016 Lipsește sau este vid: |title= (ajutor)
2. 1 2  „Compresorul și vioara”, Internet Movie Database, accesat în 5 iunie 2022